# Trójca Święta (obraz Mistrza Wotywnego Obrazu z Sankt Lambrecht)
Trójca Święta – jeden z przykładów gotyckiego malarstwa tablicowego w Austrii. Dzieło to reprezentuje nurt w sztukach plastycznych zwanym stylem pięknym.
Jest to niewielki obraz o wymiarach 25 × 21,5 cm (wraz z obramieniem). namalowany techniką tempery na desce lipowej. Dzieło to przedstawia wyłaniającą się z zielonej draperii Trójcę Świętą ukazaną na jednolitym złotym tle które także obejmuje ramę. Bóg Ojciec ukazany jako brodaty starzec podtrzymuje ramiona martwego Chrystusa, który przyjmuje bardzo dynamiczną pozę, w sposób nienaturalny wykonuje gest prawą ręką ukazując pokrwawioną dłoń. O jego męczeństwie i śmierci krzyżowej świadczą jeszcze nie zdjęta korona cierniowa wychudzone ciało oraz rany na rękach i przebitym boku. Tuż nad Jezusem unosi się gołębica Ducha Świętego, pełniąca rolę łącznika w relacji pomiędzy Bogiem i Jego Synem. Bóg Ojciec przyjmuje ofiarę jaką poniósł dla ludzkości Zbawiciel, ponadto dokonuje aktu przyjęcia do nieba, na co wskazują otaczające Świętą Trójcę sześć aniołów. Ponadto treść obrazu ma wymiar eucharystyczny, Ciało i Krew Chrystusa zostały podniesione. Bóg Ojciec sugeruje w ten sposób ukazanie Ciała widzowi, co jest zgodne obok niewielkich wymiarów dzieła z przeznaczeniem obrazu, który służył prywatnej dewocji.
Kolorystyka skrzydeł i szat aniołów oscyluje wokół barw zbliżonych do koloru szmaragdu, rubinu i szafiru. Zauważalne jest zwierciadlane zestawienie tych samych barw, anioły o tych samych kolorach szat ulokowane są po przeciwległych stronach Trójcy Świętej. Modelunek światłocieniowy zgodnie z formułą stylową jest bardzo miękki. Najmocniejszym akcentem w całej kompozycji jest postać Chrystusa, którego miękko modelowane ciało i poza nadają silny ruch, korespondujący z mocno wyeksponowaną gestykulacją aniołów. Twarze Boga Ojca i Jezusa odznaczają się indywidualnymi rysami, podczas gry twarze aniołów namalowane są umownie.
W dziele tym dostrzegalne są wpływy francuskie, gdzie, zwłaszcza na Burgundii rozwinął się podobny typ obrazu. Ten sam temat wyreżyserował Jean Malouel, co nie wyklucza relacji pomiędzy tym twórcą a austriackim artystą. Zwraca uwagę dążenie do realizmu, kosztem stylizacji, co stanowi pewien krok w rozwoju gotyckiego malarstwa.